# Иван Крагуев
Иван Крагуев е български революционер, деец на Вътрешна македоно-одринска революционна организация.

## Биография
Иван Крагуев е роден в 1878 година в битолското село Простране, тогава в Османската империя. Заминава за България на гурбет, но през пролетта 1903 година се завръща и се присъединява към ВМОРО. Става войвода на пространската чета и с нея участва в Илинденско-Преображенското въстание през лятото на 1903 година.
Умира в София в 1951 година.